# Lino Merino
Lino Merino Marcín (n. 1807, Tacotalpa, Tabasco - 3 de septiembre de 1900, Tacotalpa, Tabasco) Fue un militar mexicano que ostentaba el grado de Coronel y que nació en Tacotalpa, Tabasco en 1807. Participó en la lucha contra la Intervención francesa en Tabasco, teniendo una destacada participación en la Toma de San Juan Bautista a lado de Gregorio Méndez, Andrés Sánchez Magallanes y otros liberales y que culminó con la expulsión de los franceses de la capital del estado en 1864. Se levantó en armas en contra de la reelección del gobernador Felipe J. Serra, y en 1876 ocuparía el cargo de presidente municipal de su natal Tacotalpa. Murió en 1900

## Primeros años
Siendo Secretario del Ayuntamiento de su villa natal Tacotalpa, firmó una proclama en favor del régimen centralista, sin embargo, en 1840, aparece como capitán de la Quinta Compañía del ejército que restableció el sistema federal en Tabasco. Durante la invasión estadounidense a Tabasco en 1846, Lino Merino encabezó a los patriotas tacotalpenses Manuel J. Jiménez, José María e Hilario Caballero y Juan I. Jiménez, quienes lucharon por la defensa de Tabasco al lado del gobernador Juan Bautista Traconis. En el año de 1847 todavía durante la Intervención estadounidense en Tabasco, fue nombrado Secretario de Gobierno por el entonces gobernador Justo Santa Anna, quien despachaba en Tacotalpa, por estar la capital del estado ocupada por los estadounidenses.
Lino Merino, fue el primer tabasqueño en pronunciarse en Tacotalpa, el 28 de enero de 1858, contra el golpe militar de Félix Zuloaga quien era apoyado en Tabasco por el entonces gobernador Victorio Victorino Dueñas. Reconociendo como presidente de la República a Benito Juárez y como gobernador del estado a Justo Santa Anna.

## Intervención francesa
Durante la Intervención francesa en Tabasco, Lino Merino se levantó en armas en Tacotalpa, secundando el movimiento de Andrés Sánchez Magallanes y Gregorio Méndez, reconociendo a este último como cabeza del movimiento, y comenzó a reclutar gente y organizar fuerzas para unirse al Ejército Republicano Tabasqueño.
Merino dirigió el Ejército Liberal Tabasqueño contra los invasores franceses en escaramuzas y enfrentamientos en Jalapa, Macuspana, Teapa y Tacotalpa, teniendo una destacada participación en la Toma de San Juan Bautista en 1864 que culminó con la expulsión de los invasores franceses de la capital del estado. En dicha batalla que se inició el 2 de diciembre de 1863, participó a lado de Gregorio Méndez, Andrés Sánchez Magallanes, Narciso Sáenz, Pedro Fuentes y Juan Morales entre muchos otros. Para el sitio de la capital del estado, la sección "Zaragoza" que comandaba Lino Merino se situó en Pueblo Nuevo de las Raíces. El 7 de enero de 1864, Lino Merino y Juan Morales fusionan sus fuerzas instalando el cuartel general en Mazaltepec.
En la noche del día 13 de enero, el coronel Gregorio Méndez ordena que Lino Merino y la sección "Zaragoza", se internen por el bosque rumbo al barrio de Concepción. Del 15 al 17 de enero hubo un intenso cañoneo de ambas partes, pero las fuerzas tabasqueñas apoyadas por la artillería, lograron avanzar hasta el centro de la ciudad. Se estuvo combatiendo con mayor o menor intensidad todos los días, la lucha fue cuerpo a cuerpo y calle por calle, en donde se realizaron diversas escaramuzas durante un mes. Los invasores se fueron replegando ante el empuje de las fuerzas tabasqueñas, por lo que Eduardo González Arévalo, decide atrincherar a su tropa en el edificio del "Almacén Real" o también llamado "El Principal".
El 11 de febrero se inició el asalto al Principal, en donde se encontraban atrincheradas las tropas francesas, hasta el 25 de febrero en que se comenzó a cañonear el edificio. Dándose el asalto final el 27 de febrero de 1864, provocando la retirada de las tropas francesas de la capital del estado.
Una vez terminada la lucha armada contra los invasores franceses, Gregorio Méndez nombró a Lino Merino jefe de la Tercera línea militar de la Sierra.
En 1867, Merino solicitó al presidente Benito Juárez que se reanudara el pago de pensiones a las víctimas de la causa nacional, que habían sido suspendidas por una disposición del general Porfirio Díaz.

## Se levanta en armas contra el gobernador
Inconforme con la reelección del gobernador Felipe J. Serra, Lino Merino se levantó en armas en 1858 al igual que lo hicieran en Teapa los hermanos José María y Eduardo Bastar Zozaya, pero fue rechazado y aprehendido, después de perder a su hijo en un enfrentamiento.

## Otros cargos
En 1876 fue elegido Presidente Municipal de su natal Tacotalpa, cargo que desempeñó por casi dos años, ya que fue designado en 1877 magistrado del Tribunal Superior de Justicia del Estado, ocupando el puesto hasta 1880.

## Muerte
Lino Merino falleció en Tacotalpa el 3 de septiembre de 1900. Sus restos reposan en el monumento al "Caballito" en Villahermosa. En su honor, muchas calles de ciudades tabasqueñas, llevan su nombre, el cual también está escrito en el Muro de Honor del estado de Tabasco ubicado en la ciudad de Villahermosa.